# 金ケ崎バイパス
金ケ崎バイパス（かねがさきバイパス）は、岩手県奥州市から胆沢郡金ケ崎町に至る国道4号のバイパス道路である。

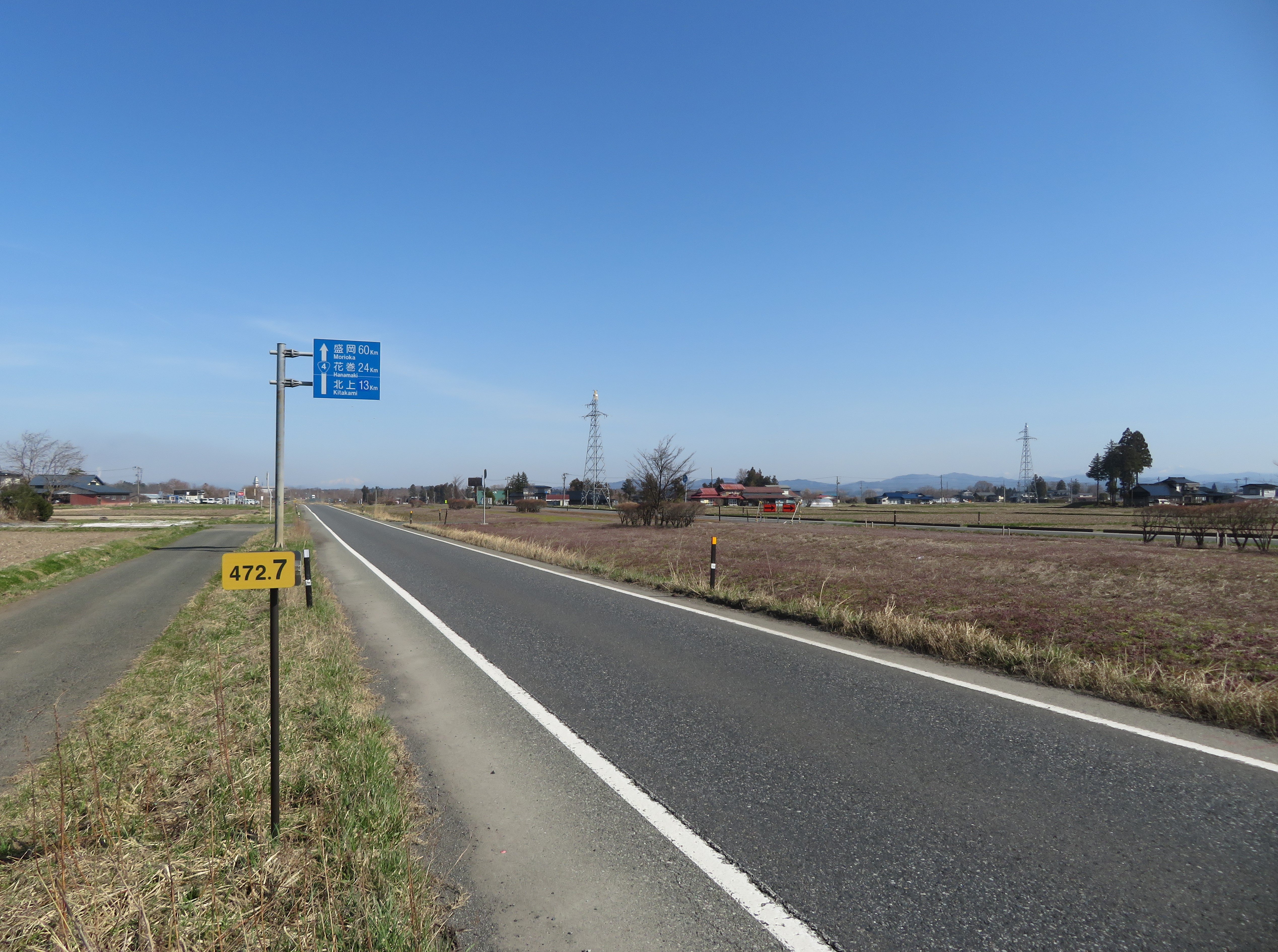
岩手県奥州市水沢佐倉河付近

## 概要
1981年9月開通で、全区間片側1車線（金ケ崎町内は一部片側2車線）。胆沢川に架かる金ケ崎大橋から佐倉河十文字立体交差点にかけては広大な分離帯が整備されている。
奥州市水沢佐倉河字十文字交差点はかつて急カーブの平面交差だったが、隣接する水沢東バイパスの部分開通と共に立体交差へ変更。これにより、金ケ崎町内は平面交差、奥州市内は立体交差となっている。
前述の通り開通以来の永きに渡って対面通行のバイパスであったため、沿線自治会や企業等で構成される「一般国道4号金ケ崎区間4車線拡幅整備早期着工促進期成同盟会」は片側2車線化への拡幅を再三に渡り岩手県に対し陳情し、また2017年2月には地元治自体や業界団体らによる「国道4号岩手県南地域拡幅整備促進期成同盟」が設立されて当バイパスの拡幅を重点要望事項の1つに取り上げている。これを受けて国土交通省では、道路沿線の安全確保や社会インフラ拡充による地域産業活性化の支援を目的として金ケ瀬拡幅事業に2017年度（平成29年度）より事業着手している。残る奥州市内の2車線区間については2024年度（令和6年度）に水沢金ケ崎道路として事業化された。

### 路線データ
- 起点：岩手県奥州市水沢佐倉河字十文字（水沢東バイパス・岩手県道270号西根佐倉河線・現国道4号との立体交差点）
- 終点：岩手県胆沢郡金ケ崎町西根（岩手県道270号西根佐倉河線交点）

## 地理

### 交差する道路
- 道路は都道府県道以上の交差点および立体交差点。

| 交差点名                     | 交差方式     | 接続路線など                                        | 最高速度 (km/h) | 所在地 | 所在地 |
| ---------------------------- | ------------ | --------------------------------------------------- | --------------- | ------ | ------ |
| 国道4号水沢東バイパスへ直通  |              |                                                     |                 |        |        |
|                              | 十文字跨道橋 | 国道4号（栗原・一関方面） 岩手県道270号西根佐倉河線 |                 | 岩手県 | 奥州市 |
|                              |              | 東北本線                                            |                 | 岩手県 | 奥州市 |
| 佐倉河十文字                 | オーバーパス | 市道                                                |                 | 岩手県 | 奥州市 |
| 水沢IC                       | -            | E4 東北自動車道                                     |                 | 岩手県 | 奥州市 |
| -                            | 金ケ崎大橋   | 胆沢川                                              |                 | 岩手県 | 奥州市 |
| -                            | 金ケ崎大橋   | 胆沢川                                              | 金ケ崎町        | 岩手県 |        |
| 西根                         |              | 岩手県道196号胆沢金ケ崎線 岩手県道108号江刺金ケ崎線 |                 | 岩手県 |        |
|                              |              | 岩手県道270号西根佐倉河線                           |                 | 岩手県 |        |
| 国道4号 花巻・北上方面へ直通 |              |                                                     |                 |        |        |